# Jenkin Whiteside
Jenkin Whiteside (* 1772 in Lancaster, Province of Pennsylvania ; † 25. September 1822 in Nashville, Tennessee) war ein US-amerikanischer Politiker (Demokratisch-Republikanische Partei), der den Bundesstaat Tennessee im US-Senat vertrat.
Nach Abschluss seiner Schulausbildung in Pennsylvania studierte Jenkin Whiteside die Rechtswissenschaften und wurde in die Anwaltskammer aufgenommen. Danach zog er nach Tennessee, wo er in Knoxville eine eigene Praxis eröffnete. In den Jahren 1801 und 1802 gehörte er als Commissioner der Stadtregierung von Knoxville an.
Nach dem Rücktritt von US-Senator Daniel Smith wurde Whiteside zu dessen Nachfolger im Kongress gewählt. Er nahm sein Mandat ab dem 11. April 1809 wahr; die Wiederwahl zu einer eigenen Amtsperiode erfolgte noch im selben Jahr. Jedoch trat er bereits am 8. Oktober 1811 wieder als Senator zurück. Zu seinem Nachfolger wurde der spätere US-Finanzminister George W. Campbell gewählt. Jenkin Whiteside arbeitete in der Folge wieder als Jurist und starb am 25. September 1822 in Nashville.